# Heliga Jungfru Marie himmelfärds kyrka
Heliga Jungfru Marie himmelfärds kyrka (kroatiska: Crkva Uznesenja Blažene Djevice Marije) är en romersk-katolsk kyrka i Rijeka i Kroatien. Kyrkan ligger i Gamla stan och uppfördes ursprungligen under medeltiden. Den har sedan uppförandet till- och ombyggts flera gånger och dess nuvarande utseende i företrädesvis venetiansk barockstil härrör från de sista större ombyggnationerna i slutet av 1600-talet och början av 1700-talet. Bredvid kyrkan står ett fristående klocktorn i gotisk stil som på grund av sin lutning kallas Lutande tornet (Kosi toranj).

## Historik
Arkeologiska utgrävningar har visat att den ursprungliga kyrkan uppfördes på vad som tidigare hade varit romerska termer. Vid kyrkans södra del har ett antikt hypocaust (ett romerskt golvvärmesystem) påträffats. Under 400–500-talet tros en del av platsen för de tidigare termerna gradvis ha förvandlats till en kristen kultplats. Fyndigheter av mosaik bredvid kyrktornet och längs med kyrkans framdel antyder att det kan ha funnits ett romerskt forum (stadstorg) vid platsen. Högst troligt har det tidigare stått en monumental offentligt byggnad vid torget.
Kyrkans existens bekräftas i dokument från 1400-talet men den uppfördes troligtvis tidigare. Att döma av strukturen från kyrkans norra vägg och inskriptionen på klocktornet daterat år 1377 har en mindre kyrka med ett fristående klocktorn troligtvis stått på platsen sedan medeltiden.
År 1422 reparerade hantverkaren och mästaren Juraj Dalmatinac den då treskeppiga basilikan och kyrkans huvudskepp höjdes. År 1695 totalrekonstruerades kyrkan i barockstil. Under åren 1716–1726 tillbyggdes kyrkan på uppdrag av adelsätten Orlando, Rijekas dåvarande patricier med ursprung från Krainburg. Under deras försorg tillkom de valv som sedermera skulle härbärgera avlidna familjemedlemmars kistor. Det var även under Orlanoättens försorg som flera för tiden välrenommerade målare och skulptörer kom att lämna ett bestående avtryck på kyrkan.   

## Lutande tornet
Kyrkans fristående klocktorn, populärt kallat Lutande tornet (Kosi toranj), uppfördes i gotisk stil under medeltiden. Den har en lutning på cirka 40 centimeter vilket också är anledningen till att det tidigare i historien har gjorts flera försök till att riva det. Lutningen eller snedvridningen beror på klocktornets antika fundament och delvis på att det påverkas av grundvattenströmmar. Tornets lutning är upphovet till att det lokalt kallas för Lutande tornet.